# 네이 오블리비스카리스
네이 오블리비스카리스(Ne Obliviscaris)는 오스트레일리아의 익스트림 메탈 밴드이다.

## 역사

### 밴드 탄생,The Aurora Veil, 및Portal of I(2003년부터2012년까지)
이 밴드는 2003년에 결성이 되었고, 2007년에 데모 앨범인 The Aurora Veil를 발표했다. 이후 5년간 공백기를 거쳤다가 Ne Obliviscaris가 결성한 지 9년이 지나서야 2012년 3월에 첫 번째 정규 앨범인Portal of I를 발표하기에 앞서 프랑스 출신이자 기타 리스트인 베냐민 바르트가 오스트레일리아 비자 문제로 앨범 출시가 지연 되었다. 결국 비자 문제가 해결이 된 이후 첫 번째 앨범은 같은 해 5월에 출시했다.

### Citadel(2012년부터2014년까지)
2014년 6월에 Ne Obliviscaris는 월드 투어를 지원하는 크라우드 펀딩 캠패인을 시작했다. 그들의 목표는 A$40,000 달러를 목표로 $86,132 달러를 벌어들었다. 같은 해 8월에 두 번째 앨범인, Citadel를 발표하게 되었다.

## 구성원
- 팀 찰스 - 바이올린, 보컬
- 제노어 - 보컬
- 맷 클라빈스 - 기타
- 마르티노 가라토니 - 베이스
- 다니엘 프레슬랜드 - 드럼
- 벤자민 바렛 - 기타

## 이전 구성원
Ne Obliviscaris 결성 때부터 밴드를 거쳐갔던 구성원들이다.
- 코리 킹 - 기타
- 넬슨 반즈 - 드럼
- 코리 베이커 - 드럼
- 셰리-제시 - 보컬
- 아담 브로디 - 기타
- 아담 쿠퍼 - 베이스
- 브렌단 "시그너스" 브라운 - 베이스

## 음반

### 정규 음반
- Potal of I (2012년)
- Citadel (2014년)

### 기타 음반
- The Aurora Veil (2007년)
- Sarabande to Nihil (2015년)
- Hiraeth (2015년)